# James C. Lucas
James Crittenton Lucas, detto Tex (Contea di Midland, 11 giugno 1912 – Sacramento, 21 novembre 1998), è stato un criminale statunitense.
Fu condannato all'ergastolo presso la prigione di Alcatraz, dove arrivò nel 1935, l'anno che seguiva l'apertura come carcere federale. Qui tentò di evadere con due complici ma senza successo.

## Attività
Lucas, all'inizio, fu condannato a trent'anni di reclusione, per rapine in banca e furti d'auto. Arrivò ad Alcatraz nel gennaio del 1935, trasferito dalla prigione statale del Texas e gli fu attribuito il nomignolo di James "Texas Bank Robber" Lucas (James "Il Ladro di Banche del Texas" Lucas). Venne identificato come prigioniero numero 224.

## L'attacco ad Al Capone
James "Tex" Lucas viene ricordato come "L'uomo che ha cercato di uccidere Al Capone". Infatti, il 23 giugno 1936, nelle docce della prigione di Alcatraz, Lucas cercò di pugnalare a morte Al Capone con un paio di forbici prese dal negozio del barbiere della prigione, ma quest'ultimo riportò solo delle ferite superficiali sulle mani; fu accompagnato all'ospedale della prigione ed il giorno seguente venne dimesso, continuando i suoi doveri regolari. Lucas fu trasferito in una cella d'isolamento.

## Tentativo di fuga
Nella primavera del 1938, Lucas, Thomas Limerick e Rufus “Whitey” Franklin, progettarono una fuga dalla prigione; il piano cominciò ma i tre furono presto sorpresi dalla guardia di custodia, l'agente Royal C. Cline. La guardia fu presto stordita dai tre carcerati, con dei colpi di martello sulla testa; i tre scapparono attraverso una finestra e scesero fino alla spiaggia dove l'agente Harold P. Stites sparò. Limerick morì mentre Franklin e Lucas furono catturati e rinchiusi nelle celle d'isolamento, dove rimasero rispettivamente 14 e 6 anni. La guardia di custodia aggredita dai tre detenuti morì a causa di trauma cranico il giorno successivo.

## La morte
Lucas fu trasferito altrove e poi rilasciato su vigilanza nel 1958, ma ben presto tornò in cella sull'Isola di McNeil per aver violato alcune condizioni sulla sua libertà vigilata. Venne definitivamente scarcerato usufruendo di una riduzione di pena.
Si sposò ed ebbe quattro figli. Nel 1998 morì.